# Tortula torquatifolia
Tortula torquatifolia là một loài Rêu trong họ Pottiaceae. Loài này được (Geh.) Dixon miêu tả khoa học đầu tiên năm 1932.